# Coryphantha erecta
Coryphantha erecta, conocido comúnmente como biznaga partida parada, es una especie de planta suculenta perteneciente al género Coryphantha, dentro de la familia Cactaceae. Es endémica del noreste de México.

## Descripción
Coryphantha erecta es una especie de cactus grande y columnar, que aunque inicialmente suele crecer de forma solitaria, con el tiempo se ramifica desde la base y forma grupos. Los tallos son cilíndricos, tienen la epidermis de color verde amarillento a verde intenso y miden de 30 a 50 cm de alto y de 5 a 8 cm de diámetro. Carece de estolones o raíces pivotantes.

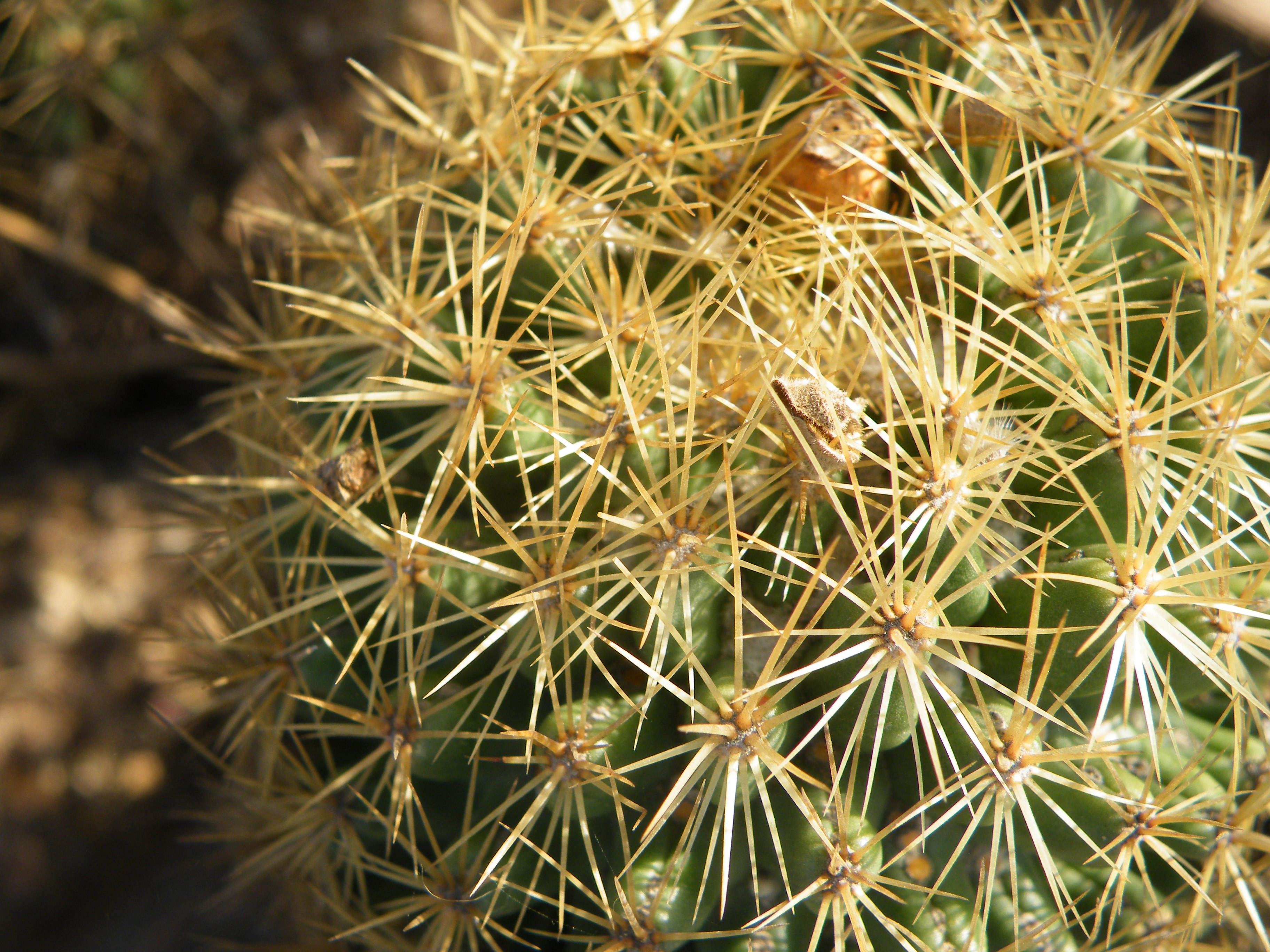
Detalle de los tubérculos y las espinas

Los tallos están cubiertos de tubérculos dispuestos de forma laxa y son oblicuamente cónicos. Miden unos 0,8 cm de altura y 1,5 cm de ancho en la base. Son ligeramente rombiformes en la base y presentan un surco en la parte superior. Las axilas de los tubérculos jóvenes son de color blanco lanoso y tienen pequeñas glándulas de néctar de color amarillo.
En la punta de los tubérculos se asientan las areolas, las cuales presentan 2 espinas centrales (rara vez 4) de color marrón amarillento dirigidas hacia abajo, donde la superior es corta y la inferior curvada, de hasta 2 cm de largo. También tienen de 8 a 14 espinas radiales (raramente 18) de color amarillento, amarillo ámbar o marrón dorado. Son extendidas, rectas, subuladas a en forma de punzón, ascendentes y de hasta 1,2 cm de largo.

Las flores son de color amarillo y tienen forma de embudo. Son diurnas, miden de 5 a 6 cm de largo y de 5 a 7 cm de diámetro. Los frutos son cilíndricos, de color verde y alcanzan una longitud de hasta 1,5 cm.

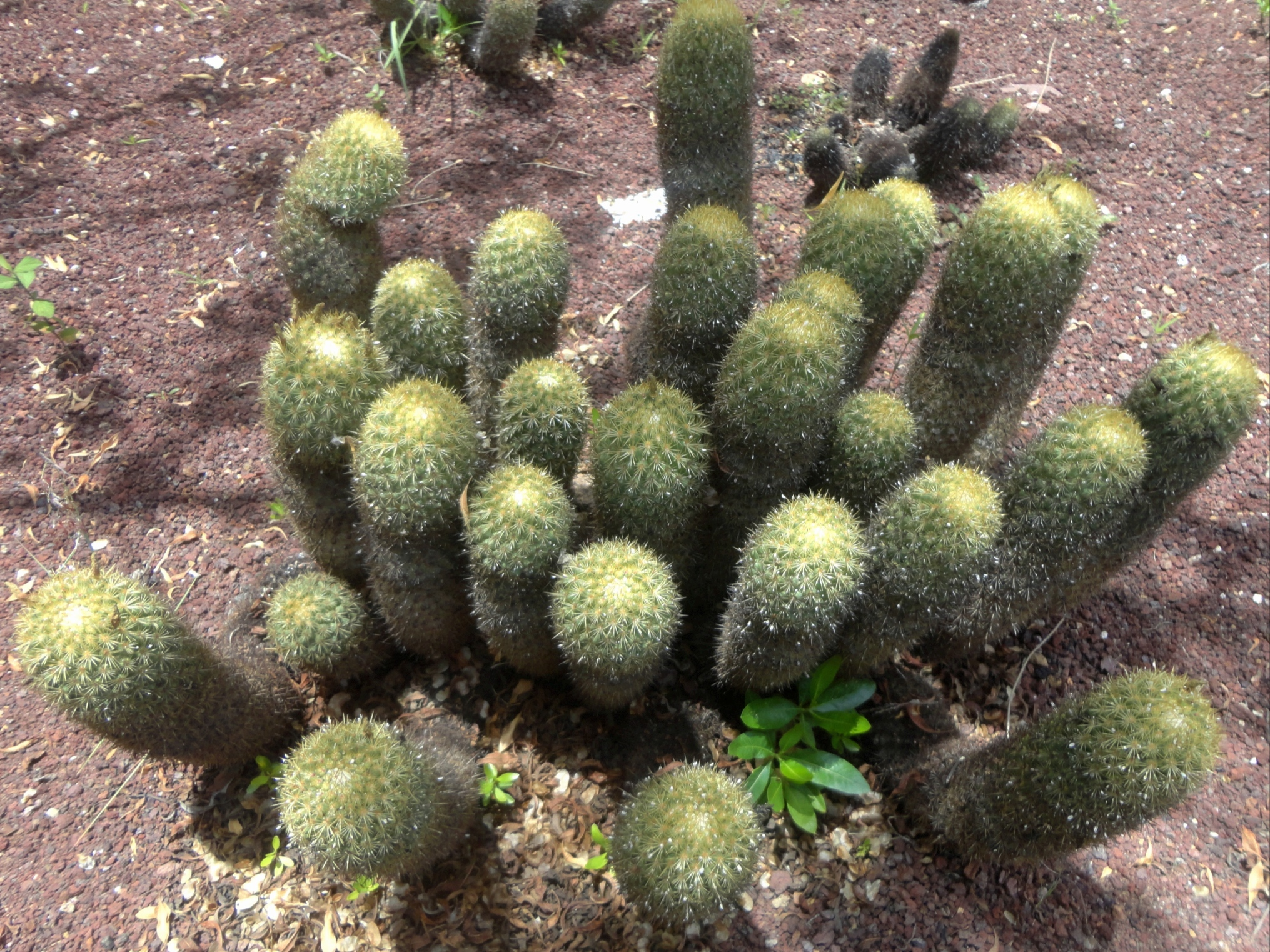
Planta creciendo en grupo

## Distribución y hábitat
El área de distribución nativa de esta especie es el noreste de México (concretamente en los estados mexicanos de Guanajuato, Hidalgo, Querétaro y San Luis Potosí) y crece principalmente en biomas desérticos o de matorral seco.
Se desarrolla en las laderas rocosas de las altas montañas, sobre gravas calcáreas y sustrato de roca ígnea, a elevaciones de 1200 a 2300 metros sobre el nivel del mar.

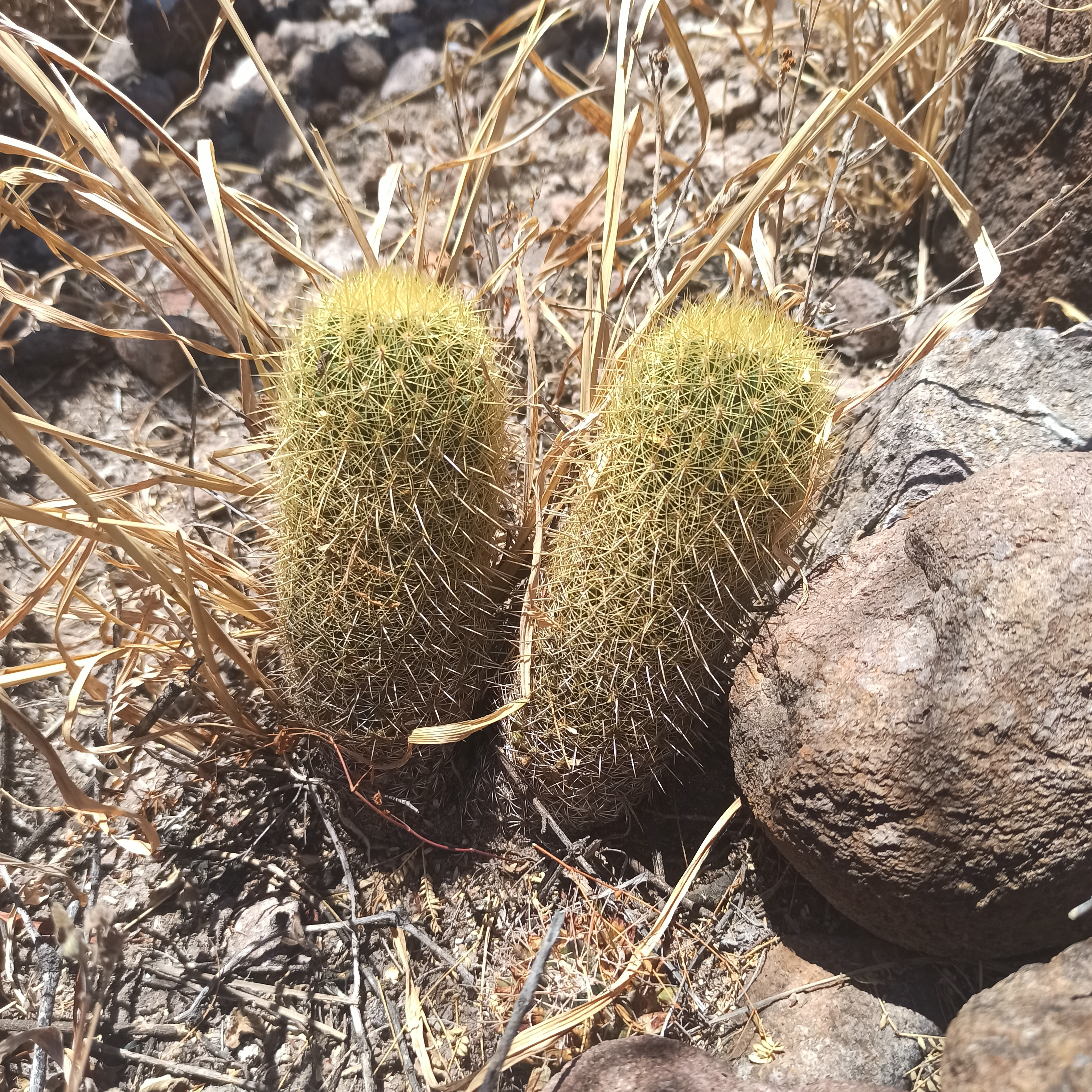
Planta en su hábitat

## Taxonomía
La primera descripción de esta especie fue como Mammillaria erecta, publicada en 1837 por los botánicos Charles Lemaire y Ludwig Georg Karl Pfeiffer en la revista científica Allgemeine Gartenzeitung 5: 370.
Posteriormente, el propio Charles Lemaire colocó la especie en el género Coryphantha, pasando a llamarse Coryphantha erecta y anotando estos cambios en el libro Les Cactées: 34 en el año 1868.

Etimología
- Coryphantha: nombre genérico que deriva del griego coryphe (que significa 'cima' o 'cabeza'), y anthos (que significa 'flor'), haciendo referencia a que las flores aparecen en el ápice de los tallos.
- erecta: epíteto específico latino que significa 'erguido', haciendo referencia a los característicos tallos erectos de la especie.[6]

Sinonimia
- Cactus ceratocentrus (A.Berg) Kuntze, 1891
- Cactus erectus (Lem. ex Pfeiff.) Kuntze, 1891
- Echinocactus erectus (Lem. ex Pfeiff.) Poselg., 1853
- Glandulifera erecta (Lem. ex Pfeiff.) Frič, 1924
- Mammillaria ceratocentra A.Berg, 1840
- Mammillaria evanescens C.F.Först., 1846
- Mammillaria erecta Lem. ex Pfeiff., 1837

## Estado de conservación

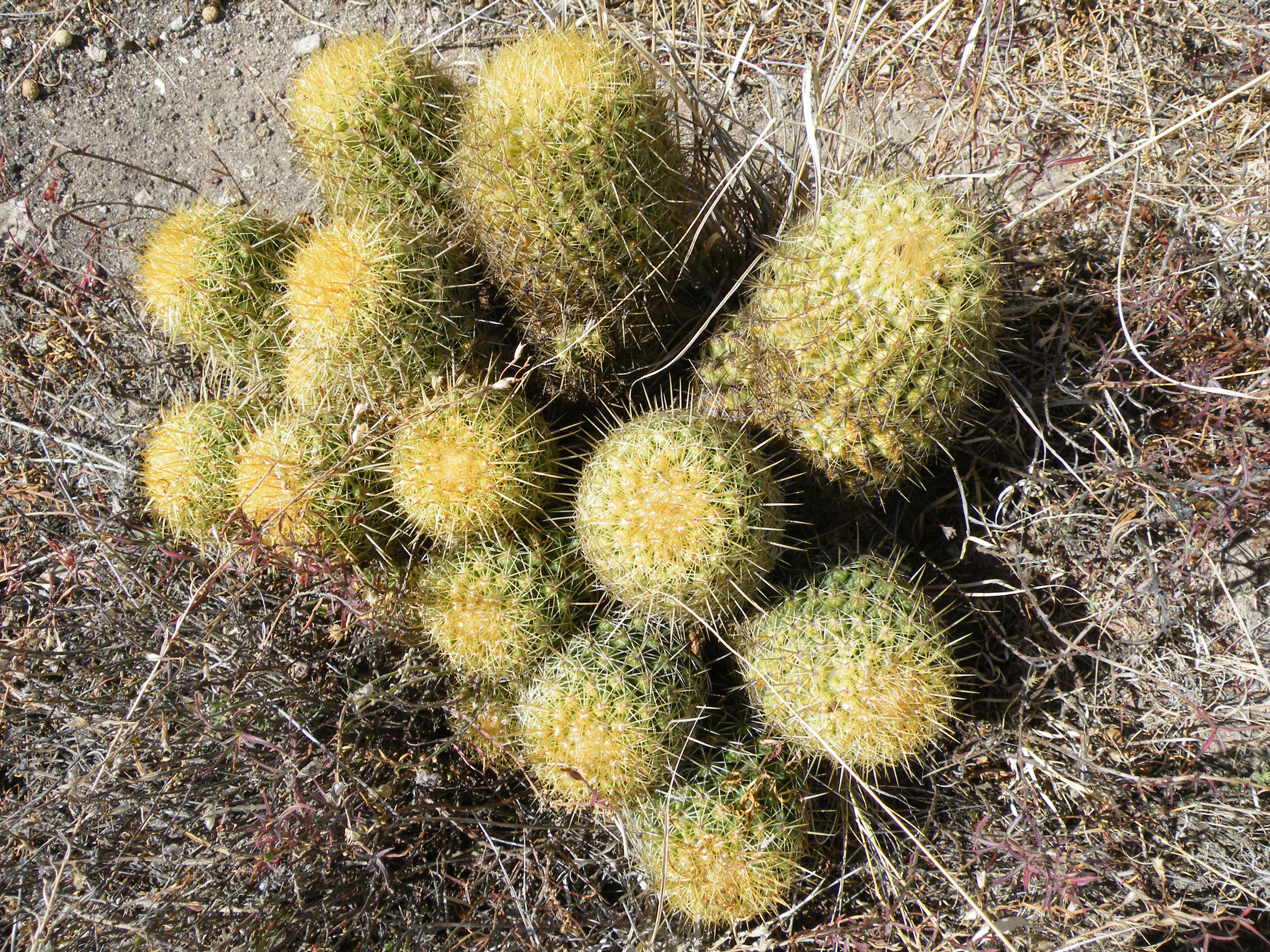
Detalle de los ápices

En la Lista Roja de Especies Amenazadas de la UICN, la especie está clasificada como de “Preocupación Menor (LC)”.
Es extremadamente abundante y no se conocen amenazas importantes para la conservación de esta especie, aunque algunas poblaciones están disminuyendo su número de individuos debido a la conversión de su hábitat en tierras de cultivo, las carreteras (pavimentación) y las actividades mineras.

## Usos
Se cultiva principalmente como planta ornamental y su propagación se realiza a través de semillas, hijuelos o incluso injertos. Necesita de un buen drenaje y es muy resistente al frío, llegando a soportar temperaturas de -5 °C o -10 °C. El riego debe ser moderado en verano y seco en invierno.